# عمارت چهار صفه کهیار دشتی
عمارت چهار صفه کهیار دشتی مربوط به دوره ایلخانی است و در شهرستان کازرون، بخش کوهمره، دهستان کوهمره، قسمت شرق روستای دوسیران واقع شده و این اثر در تاریخ ۳۰ بهمن ۱۳۸۶ با شمارهٔ ثبت ۲۰۹۳۵ به‌عنوان یکی از آثار ملی ایران به ثبت رسیده است.